# Politechnika Rzeszowska im. Ignacego Łukasiewicza
Politechnika Rzeszowska im. Ignacego Łukasiewicza – państwowa uczelnia techniczna utworzona w 1963 w Rzeszowie jako Wyższa Szkoła Inżynierska w Rzeszowie, od 1974 nosząca imię Ignacego Łukasiewicza, od 2016 posiada status uniwersytetu technicznego.
Według webometrycznego rankingu uniwersytetów świata ze stycznia 2015, pokazującego zaangażowanie instytucji akademickich w Internecie, uczelnia zajmuje 13. miejsce w Polsce wśród uczelni technicznych, a na świecie 2115. pośród wszystkich typów uczelni. Jest czwartą co do wielkości uczelnią akademicką Polski Wschodniej.

## Historia
W 1951 z inicjatywy pracowników „PZL Rzeszów” w Rzeszowie powstała Wieczorowa Szkoła Inżynierska, której głównym zadaniem było kształcenie mechaników.
W 1952, w wyniku reformy, rzeszowską placówkę podporządkowano Wieczorowej Szkole Inżynierskiej w Krakowie. Trzy lata później, w 1955, po reorganizacji w Politechnice Krakowskiej, działała już jako Studium Wieczorowe Terenowe Wydziału Mechanicznego Politechniki Krakowskiej z siedzibą w Rzeszowie.
W 1963 uczelnia usamodzielniła się – w Rzeszowie powstała Wyższa Szkoła Inżynierska z Wydziałem Ogólnotechnicznym i Wydziałem Mechanicznym. Od tego momentu zaczął się okres intensywnego rozwoju uczelni.
W 1965 utworzono Wydział Elektryczny, w 1967 Wydział Budownictwa Komunalnego (przekształcony później w Wydział Budownictwa i Inżynierii Środowiska), a w 1968 Wydział Technologii Chemicznej. W 1972 na Wydziale Mechanicznym utworzono Oddział Lotniczy.
Uzyskane we wszystkich zasadniczych nurtach działalności efekty spowodowały nadanie uczelni pełnego statusu akademickiego. W dniu 1 października 1974, rozporządzeniem Rady Ministrów, została powołana Politechnika Rzeszowska im. Ignacego Łukasiewicza.
25 kwietnia 2016 roku uczelnia uzyskała status uniwersytetu technicznego, jednak dotychczasowa nazwa nie ulegnie zmianie.

## Poczet rektorów
1. doc. mgr inż. Roman Niedzielski (1963–1972)
2. prof. zw. dr inż. dr h.c. Kazimierz Oczoś (1972–1981)
3. prof. dr hab. Bolesław Fleszar (1981–1982)
4. prof. dr hab. inż. Stanisław Koncewicz (1982)
5. prof. zw. dr inż. dr h.c. Kazimierz Oczoś (1982–1987)
6. prof. dr hab. inż. Stanisław Kuś (1987–1993)
7. prof. zw. dr inż. dr h.c. Kazimierz Oczoś (1993–1996)
8. prof. dr hab. inż. Stanisław Kuś (1996–1999)
9. prof. dr hab. inż. Tadeusz Markowski (1999–2005)
10. prof. dr hab. inż. Andrzej Sobkowiak (2005–2012)
11. prof. dr hab. inż. Marek Orkisz (2012–2016)
12. prof. dr hab. inż. Tadeusz Markowski (2016–2020)
13. prof. dr hab. inż. Piotr Koszelnik (od 2020)

## Władze uczelni
W kadencji 2020–2024:

### Władze rektorskie
| Stanowisko                                      | Imię i nazwisko                        |
| ----------------------------------------------- | -------------------------------------- |
| Rektor                                          | prof. dr hab. inż. Piotr Koszelnik     |
| Prorektor ds. rozwoju i współpracy z otoczeniem | prof. dr hab. inż. Jarosław Sęp        |
| Prorektor ds. nauki                             | dr hab. inż. Lesław Gniewek, prof. PRz |
| Prorektor ds. studenckich                       | prof. dr hab. Grzegorz Ostasz          |
| Prorektor ds. kształcenia                       | dr hab. Iwona Włoch, prof. PRz         |

### Władze administracyjne
| Stanowisko | Imię i nazwisko       |
| ---------- | --------------------- |
| Kanclerz   | mgr inż. Andrzej Sowa |
| Kwestor    | mgr Joanna Chwostek   |

## Wydziały i kierunki kształcenia
Obecnie uczelnia daje możliwość podjęcia nauki na kierunkach technicznych i ścisłych I i II stopnia prowadzonych w ramach siedmiu wydziałów.

### Wydział Budownictwa, Inżynierii Środowiska i Architektury
- Architektura
- Budownictwo
- Energetyka
- Geodezja i planowanie przestrzenne
- Inżynieria środowiska
- Transport

### Wydział Budowy Maszyn i Lotnictwa
- Inżynieria materiałowa
- Lotnictwo i Kosmonautyka
- Mechanika i Budowa maszyn
- Mechatronika
- Transport
- Zarządzanie i Inżynieria produkcji

Studia doktoranckie:
• Inżynieria Materiałowa
- Budowa i eksploatacja maszyn
- Mechanika (w tym Lotnictwo)

### Wydział Chemiczny

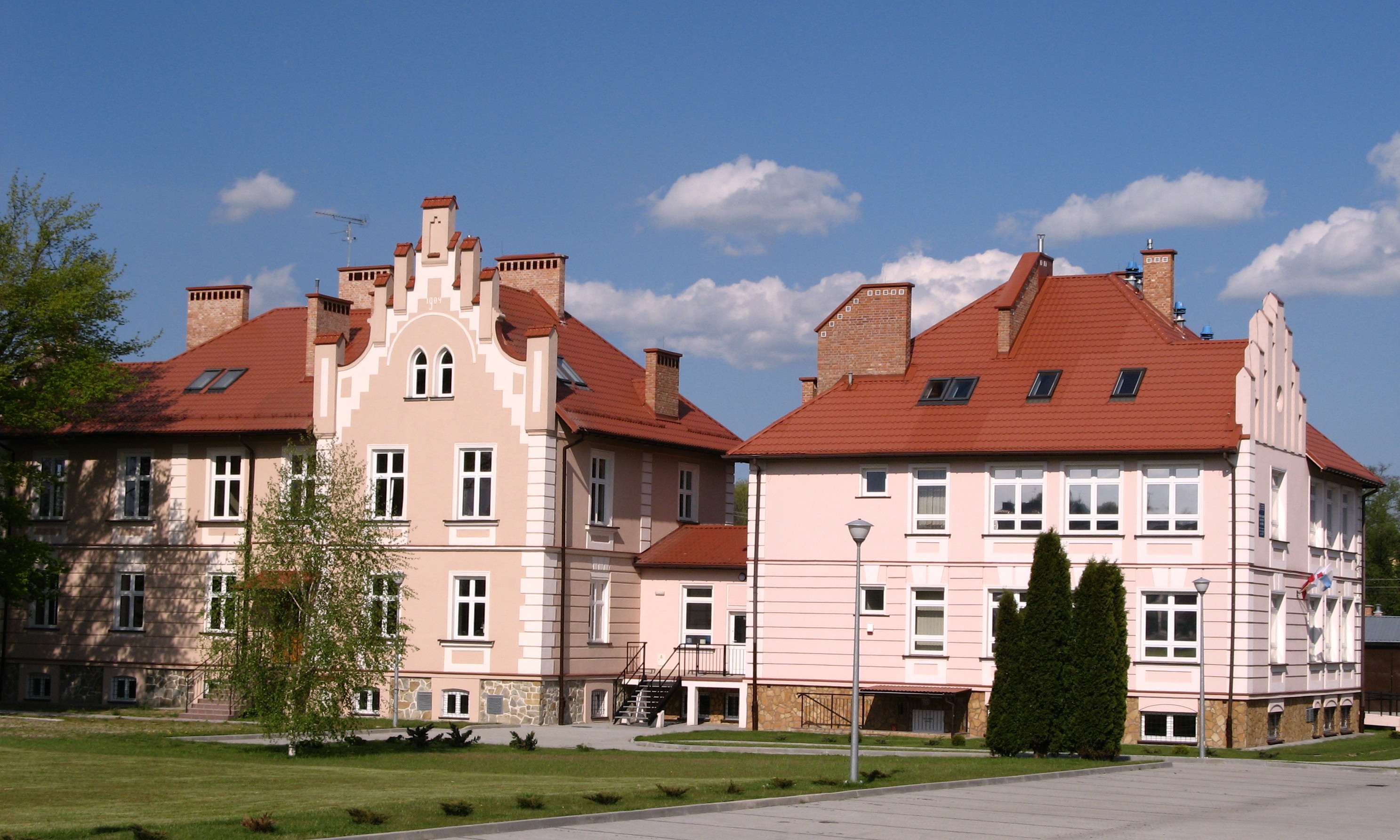
Centrum Biotechnologiczne Politechniki Rzeszowskiej

- Biotechnologia
- Inżynieria Farmaceutyczna
- Inżynieria chemiczna i procesowa
- Technologia chemiczna

Studia doktoranckie:
- Inżynieria chemiczna
- Technologia chemiczna

### Wydział Elektrotechniki i Informatyki
- Automatyka i Robotyka
- Elektronika i Telekomunikacja
- Elektrotechnika
- Energetyka
- Informatyka
- Elektromobilność

Studia doktoranckie:
- Elektrotechnika
- Informatyka

### Wydział Matematyki i Fizyki Stosowanej
- Matematyka
- Inżynieria medyczna[10]
- Inżynieria i Analiza danych

### Wydział Mechaniczno-Technologiczny
- Mechanika i Budowa maszyn
- Zarządzanie i Inżynieria produkcji

### Wydział Zarządzania
- Bezpieczeństwo wewnętrzne
- Finanse i Rachunkowość
- Logistyka
- Zarządzanie

## Jednostki ogólnouczelniane
- Ośrodek Kształcenia Lotniczego (jeden z nielicznych polskich ośrodków kształcenia pilotów lotnictwa cywilnego)[11][12][13]
- Biblioteka
- Akademicki Ośrodek Szybowcowy w Bezmiechowej

## Doktoratyhonoris causa
- Tadeusz Kaczorek
- Zbigniew Florjańczyk
- Krzysztof Kurzydłowski
- Eugeniusz Świtoński
- Józef Giergiel
- Stefan Węgrzyn
- Klaus-Jürgen Bathe
- Kazimierz Oczoś
- Stanisław Kuś
- Małgorzata Witko[14]
- Leszek Trybus
- Bolesław Fleszar
- Tadeusz Ferenc